# Para Sempre Irmãos
Para Sempre Irmãos é um álbum de estúdio da dupla sertaneja brasileira Chrystian & Ralf, lançado em 2010. Calcula-se uma vendagem ótima, com disco de platina na nova tabela de vendagem da ABPD.

## Faixas[5]
| N.º            | Título                  | Compositor(es)                  | Duração |  |
| 1.             | "Para Sempre Irmãos"    | Flávio Zeinum                   | 3:31    |  |
| 2.             | "Amigo Não Me Entregue" | Cecílio Nena / Lalo Prado       | 3:29    |  |
| 3.             | "Quando Acontece"       | Ivam Sader                      | 3:46    |  |
| 4.             | "Briga de Foice"        | Sam / Nivardo Paz               | 3:34    |  |
| 5.             | "Amor Bandido"          | Jairinho Delgado                | 3:20    |  |
| 6.             | "Desorientado"          | Cecílio Nena / Lalo Prado       | 3:26    |  |
| 7.             | "Casa"                  | Marcos Almeida                  | 4:25    |  |
| 8.             | "Máquina do Tempo"      | Aggeu Marques                   | 4:15    |  |
| 9.             | "Deu Certo"             | Frann Jr                        | 2:51    |  |
| 10.            | "Vá"                    | Chico Rigo                      | 3:44    |  |
| 11.            | "Pense Um Pouco"        | Nildomar Dantas / Júlio Martins | 3:41    |  |
| 12.            | "Porque Eu Te Amo"      | Mauro Sérgio / Sérgio Porto     | 3:11    |  |
| 13.            | "Você Não Sabe"         | Cecílio Nena / Edu Monteiro     | 4:20    |  |
| Duração total: | Duração total:          | Duração total:                  | 47:25   |  |

## Certificações
| Brasil (ABPD)                             | Platina | 2010 | 80.000* |
| *número de vendas baseado na certificação |         |      |         |